# Rudnei da Rosa
Rudnei da Rosa (* 7. Oktober 1984 in Florianópolis) ist ein ehemaliger brasilianischer Fußballspieler.

## Karriere
Rudnei begann seine Karriere 2005 beim Erstligisten Figueirense FC. 2006 wechselte er zu Grêmio FBPA. 2008 wurde er mit dem Verein Vizemeister der Série A. Danach spielte er bei Náutico Capibaribe und Avaí FC. 2011 wechselte er zum japanischen Ventforet Kofu. Sommer 2011 kehrte er nach Brasilien zurück. Hier spielte er bis 2012 für Ceará SC und Cruzeiro EC. Von 2012 bis 2013 war er beim russischen FC Spartak Vladikavkaz unter Vertrag. 2014 kehrte er nach Brasilien zurück und unterschrieb einen Vertrag beim Zweitligisten Portuguesa. 2015 wechselte er zum Erstligisten Avaí FC.